# Villaines-sous-Lucé
Villaines-sous-Lucé – miejscowość i gmina we Francji, w regionie Kraj Loary, w departamencie Sarthe.
Według danych na rok 1990 gminę zamieszkiwało 481 osób, a gęstość zaludnienia wynosiła 19 osób/km² (wśród 1504 gmin Kraju Loary Villaines-sous-Lucé plasuje się na 851. miejscu pod względem liczby ludności, natomiast pod względem powierzchni na miejscu 393.).